# Signiphora fasciata
Signiphora fasciata är en stekelart som beskrevs av Girault 1913. Signiphora fasciata ingår i släktet Signiphora och familjen långklubbsteklar. Inga underarter finns listade i Catalogue of Life.